# Мюллер, Клаус Уве
Клаус Уве Мюллер (нем. Klaus Uwe Müller, 4 сентября 1915 — август 1989) — немецкий шахматист.
Участник чемпионатов ГДР 1950, 1951 и 1953 гг. (лучшие результаты — дележи 6-го места в 1950 и 1951 гг.).
В составе сборной ГДР участник шахматной олимпиады 1952 г. (выступал на 4-й доске, ввиду отсутствия запасного участника сыграл во всех матчах, проведённых командой).
В середине 1950-х гг. переехал в Западный Берлин и принял гражданство ФРГ. В 1955 г. стал чемпионом Западного Берлина. В дальнейшем редко участвовал в соревнованиях.

## Основные спортивные результаты
| Год  | Город       | Соревнование                         | + | − | = | Результат | Место  |
| ---- | ----------- | ------------------------------------ | - | - | - | --------- | ------ |
| 1950 | Зёммерда    | Чемпионат ГДР                        | 6 | 5 | 5 | 8½ из 16  | 6—8    |
| 1951 | Шверин      | Чемпионат ГДР                        | 6 | 4 | 6 | 9 из 16   | 6—7    |
| 1952 | Хельсинки   | X Олимпиада (сборная ГДР, 4-я доска) | 7 | 4 | 4 | 9 из 15   |        |
| 1953 | Йена        | Чемпионат ГДР                        | 3 | 3 | 5 | 5½ из 11  | 13—19  |
| 1955 | Зап. Берлин | Чемпионат Западного Берлина          |   |   |   |           | 1      |
| 1959 | Зап. Берлин | Чемпионат Западного Берлина          |   |   |   |           | [ 10 ] |